# Hermine Reuß ältere Linie

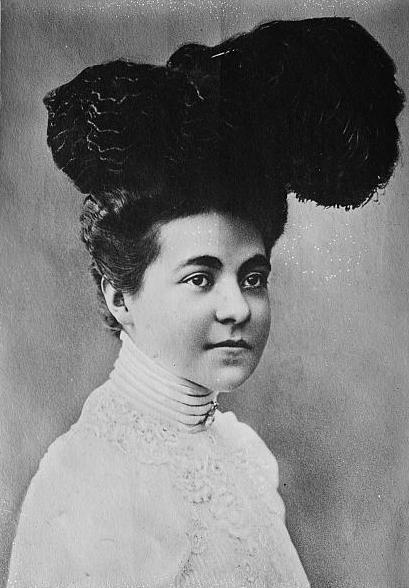
Prinzessin Hermine von Schoenaich-Carolath

Hermine, Prinzessin Reuß ältere Linie (* 17. Dezember 1887 in Greiz; † 7. August 1947 in Frankfurt (Oder)) wurde als verwitwete Hermine von Schoenaich-Carolath die zweite Ehefrau des ehemaligen deutschen Kaisers und preußischen Königs Wilhelm II. in seinem niederländischen Exil. Unter Anhängern der Hohenzollernmonarchie hieß sie Kaiserin Hermine.

## Familie
Hermine wurde als vierte Tochter von Heinrich XXII., Fürst Reuß älterer Linie (1846–1902), und der Fürstin Ida (1852–1891), einer geborenen Prinzessin zu Schaumburg-Lippe, geboren. Im Alter von drei Jahren verlor Hermine ihre Mutter, die weitere Erziehung erlebte sie im Haus der Großherzogin Luise von Baden (1838–1923), der Tochter Kaiser Wilhelms I.
Hermines Bruder Heinrich XXIV. (1878–1927) war von 1902 bis 1918 der letzte regierende Fürst Reuß älterer Linie, stand aber wegen körperlicher und geistiger Gebrechen unter Regentschaft.
Prinzessin Hermine Reuß ä. L. heiratete am 7. Januar 1907 den Prinzen Johann Georg von Schoenaich-Carolath (1873–1920) aus einer Seitenlinie des 1741 in den preußischen Fürstenstand erhobenen schlesischen Adelshauses Carolath-Beuthen und zog zu ihm auf das Schloss Saabor in Saabor im Landkreis Grünberg in Schlesien. Aus dieser Ehe gingen fünf Kinder hervor. Hans Georg (1907–1943, gefallen), Georg Wilhelm (1909–1927), Hermine Karoline (1910–?), Ferdinand (1913–1973) und Henriette (1918–1972), die später mit ihrer Mutter in die Niederlande kommen durfte und Franz Joseph von Preußen (1916–1975), Sohn des Prinzen Joachim und Enkel Wilhelms II., heiratete. 
Prinz Johann Georg starb 1920 an Tuberkulose und Hermine wurde mit 33 Jahren Witwe. 1943 wurde ihr Enkelsohn Franz Wilhelm Prinz von Preußen auf Schloss Saabor geboren.

## Exil-„Kaiserin“ Hermine
Hermine war von früher Jugend an eine Bewunderin von Kaiser Wilhelm II. gewesen, hatte schon in ihrem Mädchenzimmer ein Bild von ihm hängen sowie Artikel und Bücher über ihn gesammelt. Da ihr Onkel Adolf zu Schaumburg-Lippe, ein enger Freund Wilhelms, seit 1890 mit dessen Schwester Viktoria von Preußen verheiratet war, war Hermine außerdem weitläufig mit dem Kaiser verschwägert.
Als Kaiserin Auguste Viktoria im April 1921 in Doorn starb, sandte sie dem Witwer einen Beileidsbrief, geschrieben von ihrem jüngsten Sohn Ferdinand. Der Kaiser lud den Sohn und sie daraufhin zu einem Besuch auf seinen niederländischen Exilsitz Haus Doorn ein.
Anfang September 1921 stürzte im Park von Schloss Saabor ein Flugzeug mit zwei Männern an Bord ab, dabei handelte es sich um den Piloten Antonius Raab und den US-amerikanischen Journalisten Siegfried Dunbar Weyer. Bei diesem „Absturz“ handelte es sich um ein Täuschungsmanöver, denn Weyer war Korrespondent des International News Service und wollte herausfinden, ob die Gerüchte stimmten, dass sich der abgedankte Kaiser Wilhelm II. mit der Schlossherrin vermählen wolle. Hermine bat die beiden Männer wie erhofft ins Haus, wo Weyer ein Foto von Wilhelm II. auf dem Klavier entdeckte. Er fühlte sich in seinem Verdacht bestätigt und publizierte die Meldung, dass das Paar seine Hochzeit plane. Diese Pressemeldung soll den ehemaligen Kaiser in Zugzwang gebracht haben, der sich daraufhin vier Wochen später mit der Prinzessin von Schoenaich-Carolath verlobte.

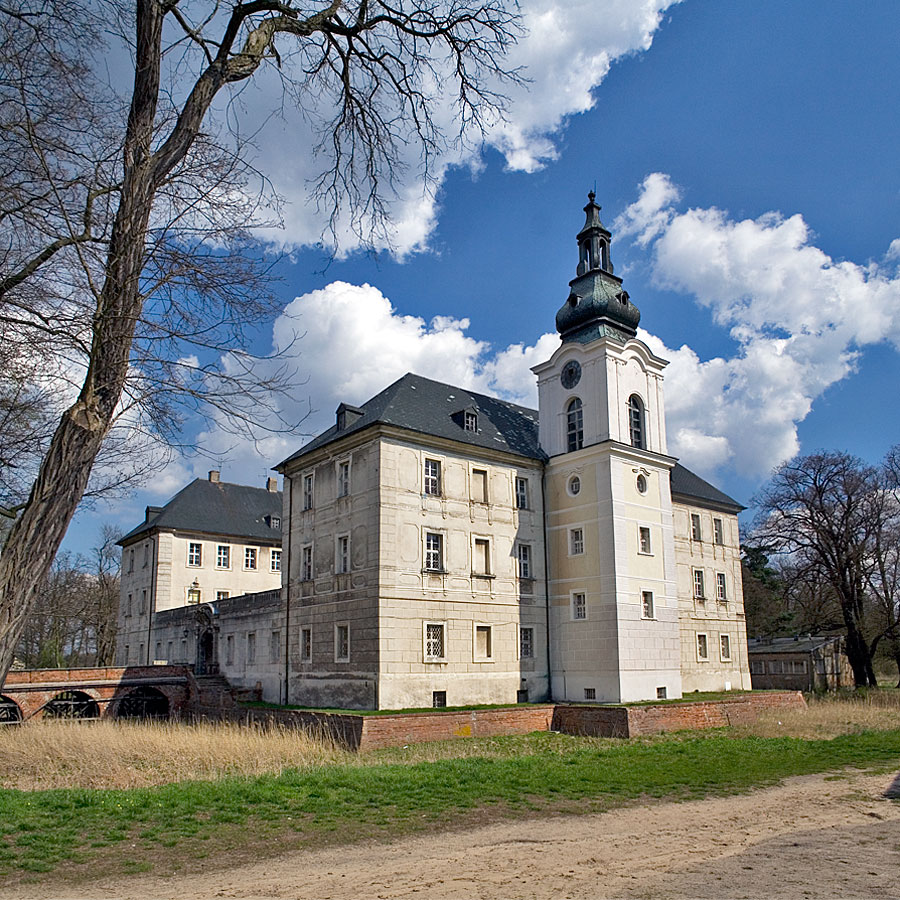
Schloss Saabor in Saabor, Schlesien
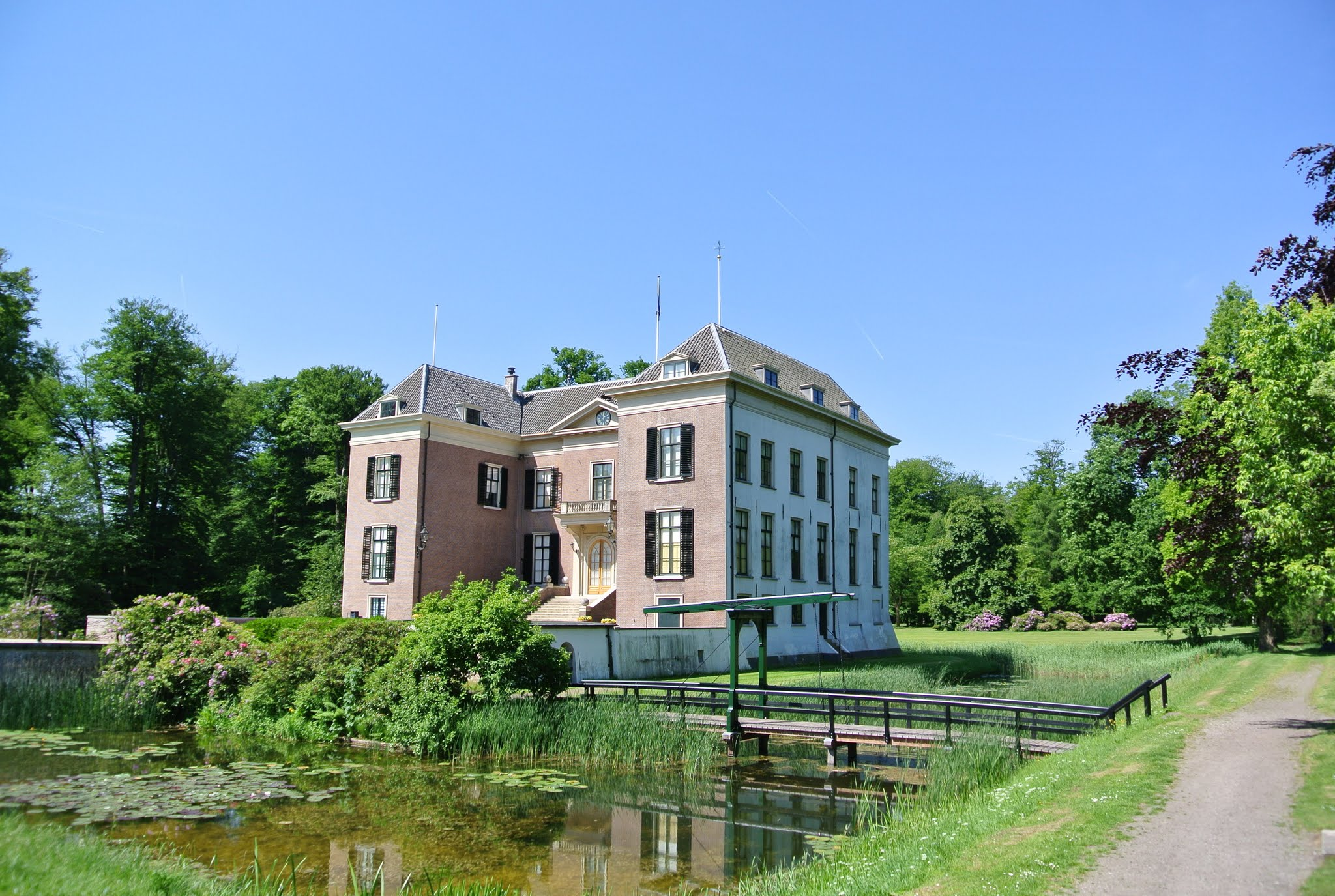
Haus Doorn in Doorn, Niederlande

Am 5. November 1922 heirateten Hermine und Wilhelm im Haus Doorn. Der Kaiser war froh und stolz darüber, mit der reußischen Fürstentochter Hermine eine nach dem Hausgesetz ebenbürtige Frau geehelicht zu haben. Eine Heirat mit einer Niederadligen oder gar Bürgerlichen hätte ihn, so seine eigene Auffassung, die Sympathien der Monarchisten und damit die Restauration gekostet. An der Hochzeit nahmen von Wilhelms Kindern nur Wilhelm und Eitel Friedrich teil, die anderen Söhne und seine Tochter lehnten die Ehe ab. Wilhelms Geschwister Heinrich, Viktoria und Margarethe gaben der Ehe hingegen ihren Segen und nahmen an der Zeremonie teil.
Zu Hermine erwies sich Wilhelm ehrfürchtiger und liebenswürdiger, als er es gegenüber der verstorbenen ersten Frau Auguste Viktoria gewesen war. Das Verhältnis zu den Kindern des Kaisers gestaltete sich für Hermine eher schwierig. Hermine führte ein strenges Regime in Haus Doorn und kümmerte sich auch um dessen Verwaltung.
Dass der Ex-Kaiser nur anderthalb Jahre nach dem Tod seiner ersten Frau, die in großen Teilen der deutschen Bevölkerung beliebt gewesen war, erneut heiratete, und obendrein eine reiche Witwe, die jünger war als sein ältester Sohn, wurde von Monarchisten in Deutschland als kritikwürdig empfunden.

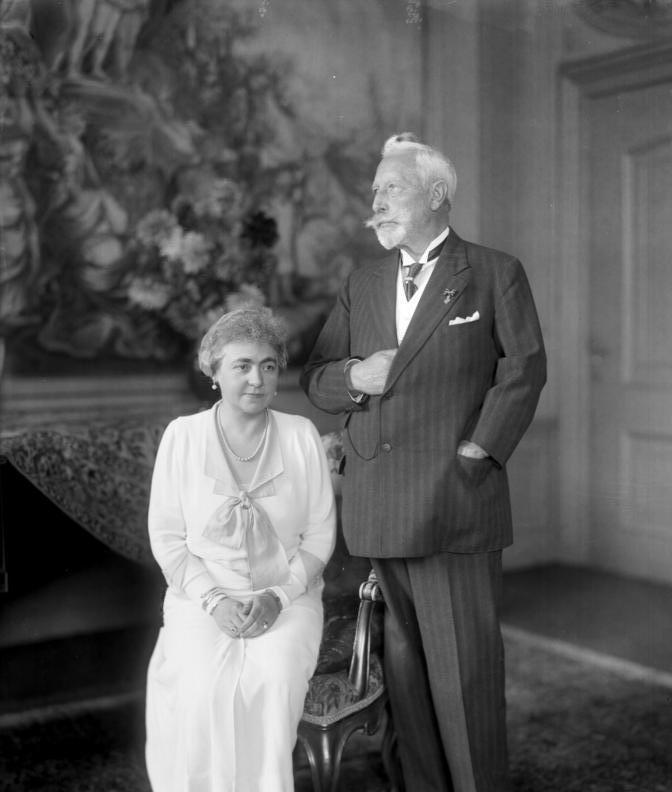
Hermine und Wilhelm II. im Haus Doorn (1933)

Der frühere Kaiser und Hermine legten in Doorn großen Wert auf Etikette. Deshalb wurde sie nach der Hochzeit mit Kaiserliche Hoheit, von manchen auch mit Majestät angeredet und als Kaiserin Hermine bezeichnet.

## Gesellschaftspolitische Aktivitäten
Hermine hatte es schon bei der Verlobung zur Bedingung gemacht, zweimal im Jahr für jeweils zwei Monate in das Deutsche Reich reisen zu dürfen und ließ dies auch im Ehevertrag festhalten.
Als 1927 ihr Bruder kinderlos starb, übernahm Hermine in einer Erbteilung mit ihren Schwestern das Schloss Burgk im thüringischen Vogtland, trat es aber 1933 an ihre Schwester Ida ab, die Ehefrau des Fürsten Christoph Martin zu Stolberg-Roßla. 1929 gründete sie das Herminen-Hilfswerk, das sich um Menschen in Not kümmerte und während der großen Arbeitslosigkeit der Weltwirtschaftskrise in der Weimarer Republik starken Zuspruch fand.
In Deutschland unterhielt Hermine rege Kontakte zu monarchistischen, nationalistischen und faschistischen Kreisen. Sie förderte entsprechende Organisationen und beteiligte sich am politischen Geschehen.

### Verhältnis zum Nationalsozialismus
Auch von der NSDAP erhoffte sie sich die Wiedererrichtung der Monarchie. Bereits 1926 traf sie Adolf Hitler, dessen entschiedenes Eintreten gegen die Fürstenenteignung ihm die Anerkennung von Teilen des Hochadels eingetragen hatte. 1927 ließ sich Hermine ein Quartier im Alten Palais in Berlin einrichten, um von dort aus mit Magnus von Levetzow einen möglichst großen Kreis für die Restauration zu gewinnen. 1931 und 1932 arrangierte sie zwei Besuche des Hitler-Vertrauten Hermann Göring in Doorn. Ihrem Mann empfahl sie stetig die NS-Bewegung als die ihres Erachtens einzige Kraft, die ihn zurück auf den Thron bringen könnte. Allerdings intrigierte Cecilie, die Frau des Kronprinzen Wilhelm, gegen sie auch in NS-Kreisen. Die Machtergreifung der NSDAP begrüßte sie noch sehr, selbst den sogenannten Röhm-Putsch von 1934 (die Mordaktion gegen die SA sowie gegen General von Schleicher und seine Ehefrau Elisabeth) lobte sie noch als richtiges Durchgreifen. Ab 1935 kam Hermine dann von ihren Hoffnungen ab.

## Nach dem Tod von Wilhelm II. und Rückkehr nach Deutschland
Nach dem Tod Wilhelms II. 1941 kehrte Hermine zu ihrem Wohnsitz Schloss Saabor in Niederschlesien zurück. Vor der Roten Armee floh sie bei Kriegsende 1945 zu ihrer Schwester auf das Schloss Roßla im Harz. Nach der Festnahme durch die sowjetische Besatzungsmacht lebte sie in Frankfurt an der Oder unter privilegierten Bedingungen unter Aufsicht der sowjetischen Militärverwaltung. Sie wohnte mit einer ukrainischen Familie in einem Lager für Vertriebene. Die erste Nachricht über sie nach Kriegsende war, dass sie im Lager überfallen und ausgeraubt worden war. Sie starb 1947 in Frankfurt (Oder) laut Totenschein an durch einen Mandelabszess hervorgerufenem Herzversagen und wurde im Antikentempel des Parks von Sanssouci in Potsdam beigesetzt, wo bereits die erste Frau des Kaisers lag. Die von ihr gewünschte Beisetzung in einem Sarkophag neben Kaiser Wilhelm II. in dessen Mausoleum in Doorn kam nicht zustande.